# Parolise
Parolise ist eine italienische Gemeinde mit 629 Einwohnern (Stand 31. Dezember 2023) in der Provinz Avellino in der Region Kampanien.

## Geografie
Die Nachbargemeinden sind Candida, Chiusano di San Domenico, Lapio, Montefalcione, Salza Irpina und San Potito Ultra.

## Infrastruktur

### Straße
- Autobahnausfahrt Avellino-ovest A16 Neapel-Canosa
- SR 2 Ausfahrt Avellino RA2 Avellino-Salerno
- Via Appia

### Bahn
- Der nächste Bahnhof ist in Salza Irpina an der Bahnstrecke Avellino–Rocchetta Sant’Antonio zu finden. Die Strecke wird allerdings vom Personenverkehr nicht mehr bedient. Der nächste noch betriebene Bahnhof liegt in Avellino an der Bahnstrecke Salerno–Avellino–Benevento.

### Flug
- Flughafen Neapel